# Маркино (Сосновоборский район)
Ма́ркино — село в Сосновоборском районе Пензенской области России. Административный центр Маркинского сельсовета.

## История
В 1960 году указом Президиума Верховного Совета РСФСР село Русский Сыромясс было переименовано в Маркино.

## Население
| 1748  | 1785  | 1864  | 1877  | 1897  | 1911  | 1926  |
| ----- | ----- | ----- | ----- | ----- | ----- | ----- |
| 528   | ↗840  | ↗1299 | ↘1227 | ↗1249 | ↗1446 | ↗1634 |
| 1930  | 1939  | 1959  | 1970  | 1979  | 1989  | 1996  |
| ↗1773 | ↘1369 | ↘861  | ↘632  | ↘511  | ↘420  | ↗446  |
| 2002  | 2010  |       |       |       |       |       |
| ↘419  | ↘358  |       |       |       |       |       |

## Достопримечательности
В деревне находится Церковь Михаила Архангела.